# 江北機場T3航站楼駅
江北機場T3航站楼駅（こうほくきじょう T2 こうたんろうえき、中文表記: 江北机场T3航站楼站、英文表記: Terminal 3 of Jiangbei Airport Station）は、中華人民共和国重慶市渝北区にある重慶軌道交通10号線の駅。重慶江北空港第3ターミナルに直結している。駅番号は10/19。

## 駅構造

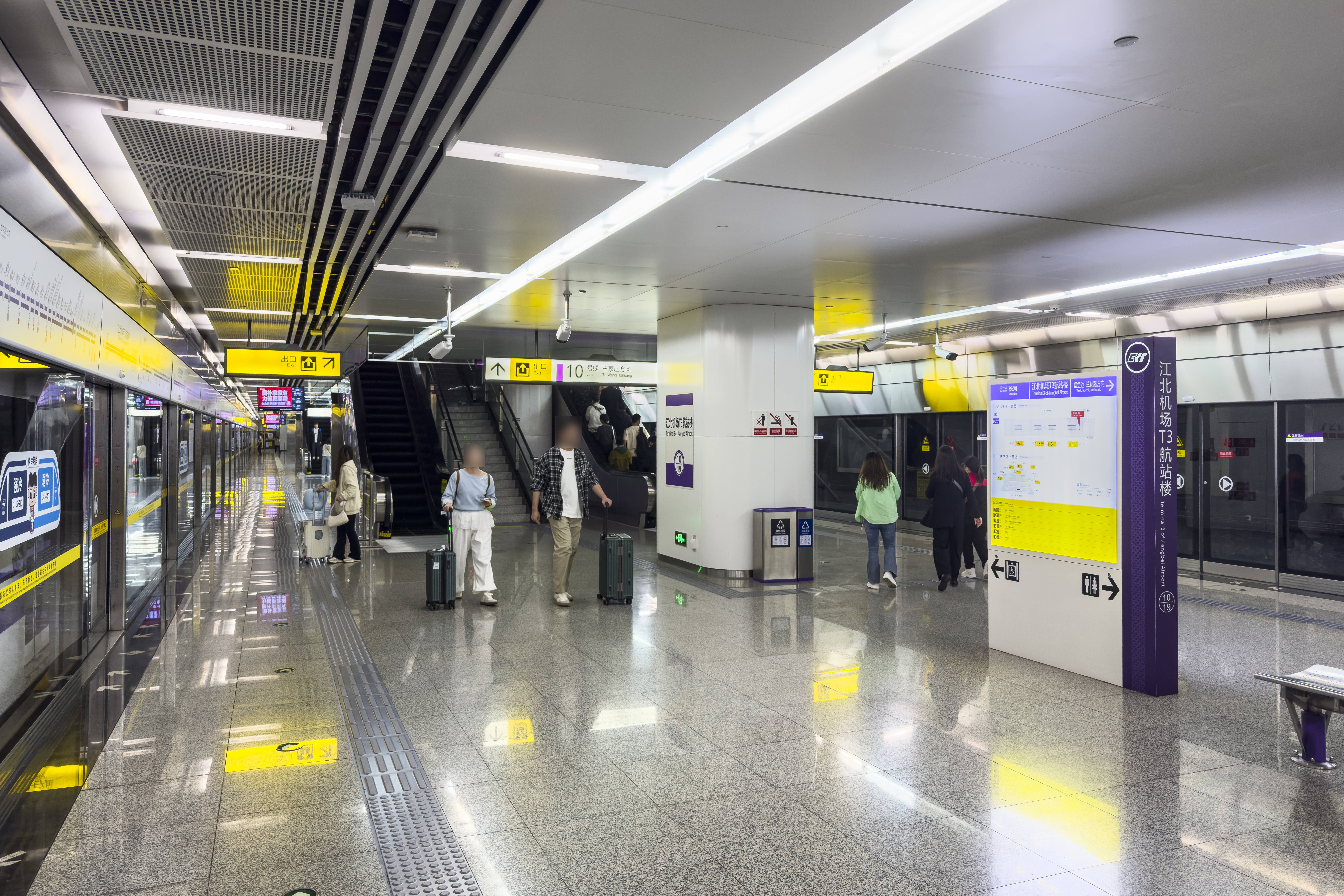
蘭花路方面ホーム

島式ホーム2面4線を有する地下駅。

## 駅周辺
- 重慶江北国際空港第3ターミナル

## 隣の駅
重慶軌道交通
■ 10号線
快速
上湾路駅 (10/16) - 江北機場T3航站楼駅 (10/19) - 江北機場T2航站楼駅 (10/20)
普通
長河駅 (10/18) - 江北機場T3航站楼駅 (10/19) - 江北機場T2航站楼駅 (10/20)